# Michel Pageaud
Michel Pageaud (Luçon, 30 agosto 1966) è un allenatore di calcio ed ex calciatore francese, di ruolo portiere.

## Carriera
Con il Dundee ha giocato la finale della Coppa di Lega scozzese nel 1995, persa contro l'Aberdeen.
È rientrato in Francia nel 1996 per via degli effetti della sentenza Bosman.